# Lista de construtores campeões da Fórmula 1

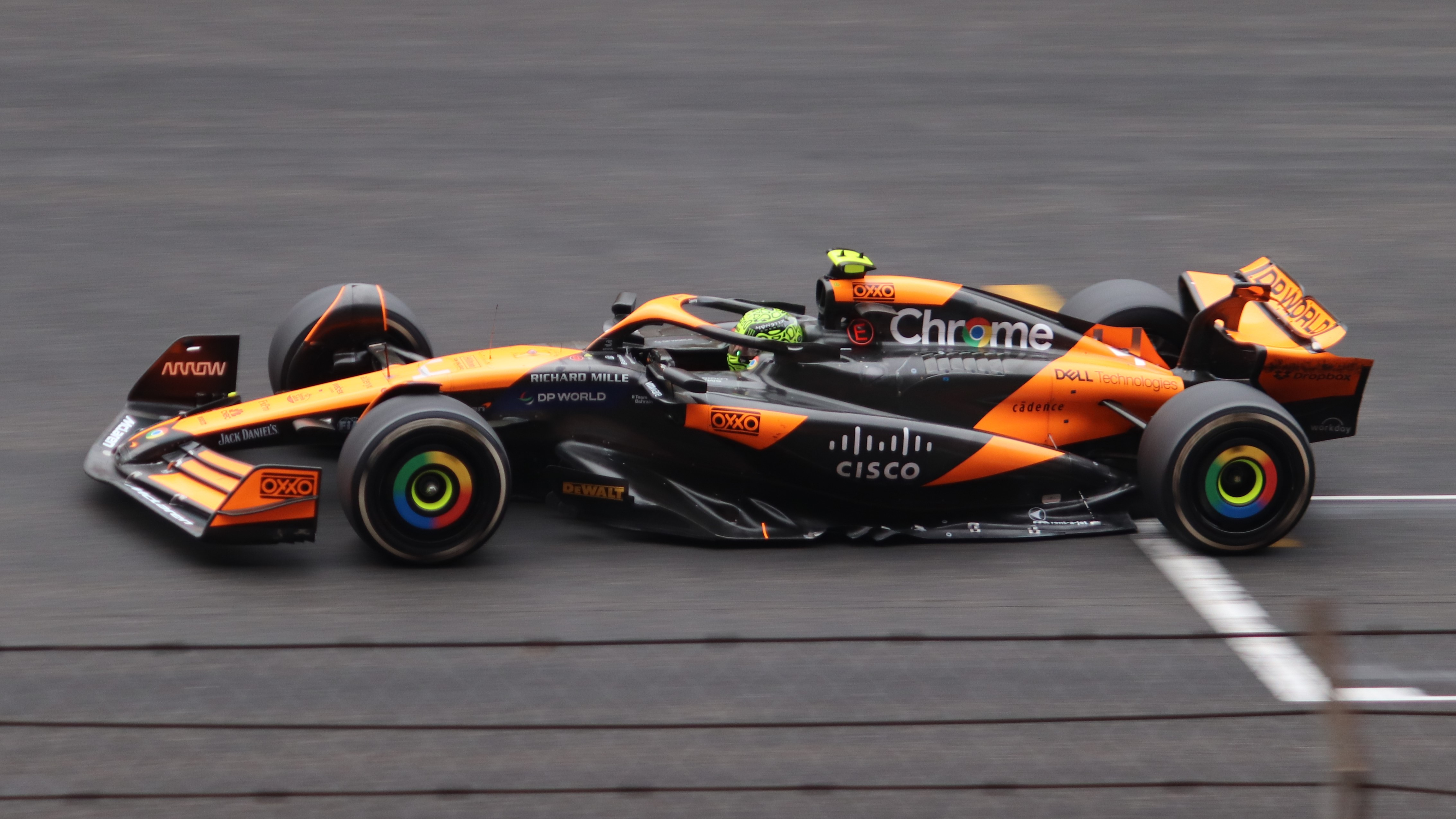
A McLaren é atual campeã de construtores.

Aqui apresenta-se uma lista dos vencedores do Campeonato Mundial de Construtores da Fórmula 1, um prêmio entregue pela FIA para o melhor construtor durante uma temporada. O campeão é aquele que fizer mais pontos, de acordo com o sistema de pontuação pré-determinado de cada temporada. O primeiro mundial de construtores foi entregue no ano de 1958, para a equipe Vanwall.
Nas temporadas até 1979, somente os resultados do melhor piloto da equipe em cada corrida contava para a apuração do campeonato. No ano seguinte, houve modificação na regra, e os pontos eram obtidos pela soma dos resultados dos dois pilotos de uma equipe, o que dura até hoje. Somente em 10 ocasiões o campeão de construtores não conquistou o título de campeão de pilotos.
Em 66 temporadas, já foram premiados 15 diferentes construtores, a Ferrari é a maior campeã com 16 títulos, enquanto a Mercedes detém o recorde de 8 vitórias consecutivas.

## Por temporada
| Legenda | Legenda                                                   |
| ------- | --------------------------------------------------------- |
| *       | O piloto da equipe também venceu o Campeonato de pilotos. |

## As construtoras campeãs do campeonato de construtores

### Por quantidade de títulos
| Ano  | Equipe       | Motor      | Pneu | Pilotos                                                                                     | Poles | Vitórias | Pódios | Voltas rápidas | Pontos | Margem (pts) |
| ---- | ------------ | ---------- | ---- | ------------------------------------------------------------------------------------------- | ----- | -------- | ------ | -------------- | ------ | ------------ |
| 1958 | Vanwall      | Vanwall    | D    | Stirling Moss Tony Brooks                                                                   | 5     | 6        | 9      | 3              | 48     | 8            |
| 1959 | Cooper       | Climax     | D    | Jack Brabham* Stirling Moss Bruce McLaren                                                   | 5     | 5        | 13     | 5              | 40     | 8            |
| 1960 | Cooper       | Climax     | D    | Jack Brabham* Bruce McLaren                                                                 | 4     | 6        | 14     | 5              | 48     | 14           |
| 1961 | Ferrari      | Ferrari    | D    | Phil Hill* Wolfgang von Trips                                                               | 6     | 5        | 14     | 5              | 45     | 10           |
| 1962 | BRM          | BRM        | D    | Graham Hill*                                                                                | 1     | 4        | 8      | 3              | 42     | 6            |
| 1963 | Lotus        | Climax     | D    | Jim Clark*                                                                                  | 7     | 7        | 9      | 6              | 54     | 18           |
| 1964 | Ferrari      | Ferrari    | D    | John Surtees* Lorenzo Bandini                                                               | 2     | 3        | 10     | 2              | 45     | 3            |
| 1965 | Lotus        | Climax     | D    | Jim Clark*                                                                                  | 6     | 6        | 7      | 6              | 54     | 9            |
| 1966 | Brabham      | Repco      | G    | Jack Brabham*                                                                               | 3     | 4        | 9      | 2              | 42     | 11           |
| 1967 | Brabham      | Repco      | G    | Denny Hulme* Jack Brabham                                                                   | 2     | 4        | 14     | 2              | 63     | 19           |
| 1968 | Lotus        | Ford       | F    | Graham Hill* Jo Siffert Jim Clark Jackie Oliver                                             | 5     | 5        | 9      | 5              | 62     | 13           |
| 1969 | Matra        | Ford       | D    | Jackie Stewart* Jean-Pierre Beltoise                                                        | 2     | 6        | 10     | 6              | 66     | 17           |
| 1970 | Lotus        | Ford       | F    | Jochen Rindt* Emerson Fittipaldi Graham Hill John Miles                                     | 3     | 6        | 7      | 1              | 59     | 7            |
| 1971 | Tyrrell      | Ford       | G    | Jackie Stewart* François Cevert                                                             | 6     | 7        | 11     | 4              | 73     | 37           |
| 1972 | Lotus        | Ford       | F    | Emerson Fittipaldi*                                                                         | 3     | 5        | 8      | 4              | 61     | 10           |
| 1973 | Lotus        | Ford       | G    | 1. Emerson Fittipaldi 2. Ronnie Peterson                                                    | 10    | 7        | 15     | 7              | 92     | 10           |
| 1974 | McLaren      | Ford       | G    | 5. Emerson Fittipaldi* 6. Denny Hulme 33. Mike Hailwood (33). Jochen Mass (33). David Hobbs | 2     | 4        | 10     | 1              | 73     | 8            |
| 1975 | Ferrari      | Ferrari    | G    | 11. Clay Regazzoni 12. Niki Lauda*                                                          | 9     | 6        | 11     | 6              | 72,5   | 18,5         |
| 1976 | Ferrari      | Ferrari    | G    | 1. Niki Lauda 2. Clay Regazzoni                                                             | 4     | 6        | 13     | 7              | 83     | 9            |
| 1977 | Ferrari      | Ferrari    | G    | 11. Niki Lauda* 12. Carlos Reutemann                                                        | 2     | 4        | 16     | 3              | 95     | 33           |
| 1978 | Lotus        | Ford       | G    | 5. Mario Andretti* 6. Ronnie Peterson                                                       | 12    | 8        | 14     | 7              | 86     | 28           |
| 1979 | Ferrari      | Ferrari    | M    | 11. Jody Scheckter* 12. Gilles Villeneuve                                                   | 2     | 6        | 13     | 6              | 113    | 38           |
| 1980 | Williams     | Ford       | G    | 27. Alan Jones* 28. Carlos Reutemann                                                        | 3     | 6        | 18     | 5              | 120    | 54           |
| 1981 | Williams     | Ford       | G    | 1. Alan Jones 2. Carlos Reutemann                                                           | 2     | 4        | 13     | 7              | 95     | 34           |
| 1982 | Ferrari      | Ferrari    | G    | 27. Gilles Villeneuve 28. Didier Pironi (27). Patrick Tambay (28). Mario Andretti           | 3     | 3        | 11     | 2              | 74     | 5            |
| 1983 | Ferrari      | Ferrari    | G    | 27. Patrick Tambay 28. René Arnoux                                                          | 8     | 4        | 12     | 3              | 89     | 10           |
| 1984 | McLaren      | TAG        | M    | 7. Alain Prost 8. Niki Lauda*                                                               | 3     | 12       | 18     | 8              | 143,5  | 86           |
| 1985 | McLaren      | TAG        | G    | 1. Niki Lauda 2. Alain Prost* (1). John Watson                                              | 2     | 6        | 12     | 6              | 90     | 8            |
| 1986 | Williams     | Honda      | G    | 5. Nigel Mansell 6. Nelson Piquet                                                           | 4     | 9        | 19     | 11             | 141    | 45           |
| 1987 | Williams     | Honda      | G    | 5. Nigel Mansell 6. Nelson Piquet* (5). Ricardo Patrese                                     | 12    | 9        | 18     | 7              | 137    | 61           |
| 1988 | McLaren      | Honda      | G    | 11. Alain Prost 12. Ayrton Senna*                                                           | 15    | 15       | 25     | 10             | 199    | 134          |
| 1989 | McLaren      | Honda      | G    | 1. Ayrton Senna 2. Alain Prost*                                                             | 15    | 10       | 18     | 8              | 141    | 64           |
| 1990 | McLaren      | Honda      | G    | 27. Ayrton Senna* 28. Gerhard Berger                                                        | 12    | 6        | 18     | 5              | 121    | 11           |
| 1991 | McLaren      | Honda      | G    | 1. Ayrton Senna* 2. Gerhard Berger                                                          | 10    | 8        | 18     | 4              | 139    | 14           |
| 1992 | Williams     | Renault    | G    | 5. Nigel Mansell* 6. Riccardo Patrese                                                       | 15    | 10       | 21     | 11             | 164    | 65           |
| 1993 | Williams     | Renault    | G    | 0. Damon Hill 2. Alain Prost*                                                               | 15    | 10       | 22     | 10             | 168    | 84           |
| 1994 | Williams     | Renault    | G    | 0. Damon Hill 2. Ayrton Senna (2). David Coulthard (2). Nigel Mansell                       | 6     | 7        | 13     | 8              | 118    | 15           |
| 1995 | Benetton [3] | Renault    | G    | 1. Michael Schumacher* 2. Johnny Herbert                                                    | 4     | 11       | 15     | 8              | 137    | 25           |
| 1996 | Williams     | Renault    | G    | 5. Damon Hill* 6. Jacques Villeneuve                                                        | 12    | 12       | 21     | 11             | 175    | 105          |
| 1997 | Williams     | Renault    | G    | 3. Jacques Villeneuve* 4. Heinz-Harald Frentzen                                             | 10    | 8        | 15     | 9              | 123    | 21           |
| 1998 | McLaren      | Mercedes   | B    | 7. David Coulthard 8. Mika Häkkinen*                                                        | 12    | 9        | 20     | 9              | 156    | 23           |
| 1999 | Ferrari      | Ferrari    | B    | 3. Michael Schumacher 4. Eddie Irvine (3). Mika Salo                                        | 3     | 6        | 17     | 6              | 128    | 4            |
| 2000 | Ferrari      | Ferrari    | B    | 3. Michael Schumacher* 4. Rubens Barrichello                                                | 10    | 10       | 21     | 5              | 170    | 18           |
| 2001 | Ferrari      | Ferrari    | B    | 1. Michael Schumacher* 2. Rubens Barrichello                                                | 11    | 9        | 24     | 3              | 179    | 77           |
| 2002 | Ferrari      | Ferrari    | B    | 1. Michael Schumacher* 2. Rubens Barrichello                                                | 10    | 15       | 27     | 12             | 221    | 129          |
| 2003 | Ferrari      | Ferrari    | B    | 1. Michael Schumacher* 2. Rubens Barrichello                                                | 8     | 8        | 16     | 8              | 158    | 14           |
| 2004 | Ferrari      | Ferrari    | B    | 1. Michael Schumacher* 2. Rubens Barrichello                                                | 12    | 15       | 29     | 14             | 262    | 143          |
| 2005 | Renault      | Renault    | M    | 5. Fernando Alonso* 6. Giancarlo Fisichella                                                 | 7     | 8        | 18     | 3              | 191    | 9            |
| 2006 | Renault      | Renault    | M    | 1. Fernando Alonso * 2. Giancarlo Fisichella                                                | 7     | 8        | 19     | 5              | 206    | 5            |
| 2007 | Ferrari      | Ferrari    | B    | 5. Felipe Massa 6. Kimi Räikkönen*                                                          | 11    | 9        | 22     | 11             | 204    | 103[4]       |
| 2008 | Ferrari      | Ferrari    | B    | 1. Kimi Räikkönen 2. Felipe Massa                                                           | 8     | 8        | 19     | 13             | 172    | 21           |
| 2009 | Brawn        | Mercedes   | B    | 22. Jenson Button* 23. Rubens Barrichello                                                   | 5     | 8        | 15     | 4              | 172    | 18,5         |
| 2010 | Red Bull     | Renault    | B    | 5. Sebastian Vettel* 6. Mark Webber                                                         | 15    | 9        | 20     | 6              | 498    | 44           |
| 2011 | Red Bull     | Renault    | P    | 1. Sebastian Vettel* 2. Mark Webber                                                         | 18    | 12       | 28     | 10             | 650    | 153          |
| 2012 | Red Bull     | Renault    | P    | 1. Sebastian Vettel* 2. Mark Webber                                                         | 8     | 7        | 14     | 7              | 460    | 60           |
| 2013 | Red Bull     | Renault    | P    | 1. Sebastian Vettel* 2. Mark Webber                                                         | 11    | 13       | 24     | 12             | 596    | 236          |
| 2014 | Mercedes     | Mercedes   | P    | 6. Nico Rosberg 44. Lewis Hamilton*                                                         | 18    | 16       | 31     | 11             | 701    | 296          |
| 2015 | Mercedes     | Mercedes   | P    | 6. Nico Rosberg 44. Lewis Hamilton*                                                         | 18    | 16       | 32     | 13             | 703    | 275          |
| 2016 | Mercedes     | Mercedes   | P    | 6. Nico Rosberg* 44. Lewis Hamilton                                                         | 20    | 19       | 33     | 9              | 765    | 297          |
| 2017 | Mercedes     | Mercedes   | P    | 44. Lewis Hamilton* 77. Valtteri Bottas                                                     | 15    | 12       | 26     | 9              | 668    | 146          |
| 2018 | Mercedes     | Mercedes   | P    | 44. Lewis Hamilton* 77. Valtteri Bottas                                                     | 13    | 11       | 25     | 10             | 655    | 84           |
| 2019 | Mercedes     | Mercedes   | P    | 44. Lewis Hamilton* 77. Valtteri Bottas                                                     | 10    | 15       | 32     | 9              | 739    | 235          |
| 2020 | Mercedes     | Mercedes   | P    | 44. Lewis Hamilton* 77. Valtteri Bottas (63). George Russell                                | 15    | 13       | 25     | 9              | 573    | 254          |
| 2021 | Mercedes     | Mercedes   | P    | 44. Lewis Hamilton 77. Valtteri Bottas                                                      | 9     | 9        | 28     | 10             | 613,5  | 28           |
| 2022 | Red Bull     | RBPT       | P    | 1. Max Verstappen* 11. Sergio Pérez                                                         | 9     | 17       | 28     | 8              | 759    | 205          |
| 2023 | Red Bull     | Honda RBPT | P    | 1. Max Verstappen* 11. Sergio Pérez                                                         | 14    | 21       | 30     | 11             | 860    | 451          |
| 2024 | McLaren      | Mercedes   | P    | 4. Lando Norris 81. Oscar Piastri                                                           | 8     | 6        | 22     | 7              | 666    | 14           |

| Equipe   | Total | Temporadas                                                                                     |
| -------- | ----- | ---------------------------------------------------------------------------------------------- |
| Ferrari  | 16    | 1961, 1964, 1975, 1976, 1977, 1979, 1982, 1983, 1999, 2000, 2001, 2002, 2003, 2004, 2007, 2008 |
| Williams | 9     | 1980, 1981, 1986, 1987, 1992, 1993, 1994, 1996, 1997                                           |
| McLaren  | 9     | 1974, 1984, 1985, 1988, 1989, 1990, 1991, 1998, 2024                                           |
| Mercedes | 8     | 2014, 2015, 2016, 2017, 2018, 2019, 2020, 2021                                                 |
| Lotus    | 7     | 1963, 1965, 1968, 1970, 1972, 1973, 1978                                                       |
| Red Bull | 6     | 2010, 2011, 2012, 2013, 2022, 2023                                                             |
| Cooper   | 2     | 1959, 1960                                                                                     |
| Brabham  | 2     | 1966, 1967                                                                                     |
| Alpine   | 2     | 2005, 2006                                                                                     |
| Vanwall  | 1     | 1958                                                                                           |
| BRM      | 1     | 1962                                                                                           |
| Matra    | 1     | 1969                                                                                           |
| Tyrrell  | 1     | 1971                                                                                           |
| Benetton | 1     | 1995                                                                                           |
| Brawn    | 1     | 2009                                                                                           |

### Por nacionalidade
| país        | Títulos | Equipes | Equipe (Títulos) |
| ----------- | ------- | ------- | --- |
| Reino Unido | 34      | 10      | Williams (9), McLaren (9), Lotus (7), Cooper (2), Brabham (2), Vanwall (1), BRM (1), Tyrrell (1), Benetton (1), Brawn (1) |
| Itália      | 16      | 1       | Ferrari (16) |
| Alemanha    | 8       | 1       | Mercedes (8) |
| Áustria     | 6       | 1       | Red Bull (6) |
| França      | 3       | 2       | Renault (2), Matra (1) |

### Construtoras campeãs consecutivamente do campeonato de construtores
| Campeonatos | Equipe   | Temporadas                                     |
| ----------- | -------- | ---------------------------------------------- |
| 8           | Mercedes | 2014, 2015, 2016, 2017, 2018, 2019, 2020, 2021 |
| 6           | Ferrari  | 1999, 2000, 2001, 2002, 2003, 2004             |
| 4           | McLaren  | 1988, 1989, 1990, 1991                         |
| 4           | Red Bull | 2010, 2011, 2012, 2013                         |
| 3           | Ferrari  | 1975, 1976, 1977                               |
| 3           | Williams | 1992, 1993, 1994                               |
| 2           | Brabham  | 1966, 1967                                     |
| 2           | Lotus    | 1972, 1973                                     |
| 2           | Cooper   | 1959, 1960                                     |
| 2           | Williams | 1980, 1981                                     |
| 2           | Ferrari  | 1982, 1983                                     |
| 2           | McLaren  | 1984, 1985                                     |
| 2           | Williams | 1986, 1987                                     |
| 2           | Williams | 1996, 1997                                     |
| 2           | Renault  | 2005, 2006                                     |
| 2           | Ferrari  | 2007, 2008                                     |
| 2           | Red Bull | 2022, 2023                                     |

- Construtores em negrito ainda estão competindo no campeonato mundial.

## Pilotos nas equipes campeãs de construtores
| Legenda | Legenda                                                                 |
| ------- | ----------------------------------------------------------------------- |
|         | Pilotos que também venceram o campeonato de pilotos durante a carreira. |

| Pilotos               | Total | Temporadas                                     |
| --------------------- | ----- | ---------------------------------------------- |
| Lewis Hamilton        | 8     | 2014, 2015, 2016, 2017, 2018, 2019, 2020, 2021 |
| Michael Schumacher    | 7     | 1995, 1999, 2000, 2001, 2002, 2003, 2004       |
| Rubens Barrichello    | 6     | 2000, 2001, 2002, 2003, 2004, 2009             |
| Niki Lauda            | 5     | 1975, 1976, 1977, 1984, 1985                   |
| Alain Prost           | 5     | 1984, 1985, 1988, 1989, 1993                   |
| Ayrton Senna          | 5     | 1988, 1989, 1990, 1991, 1994                   |
| Valtteri Bottas       | 5     | 2017, 2018, 2019, 2020, 2021                   |
| Jack Brabham          | 4     | 1959, 1960, 1966, 1967                         |
| Emerson Fittipaldi    | 4     | 1970, 1972, 1973, 1974                         |
| Nigel Mansell         | 4     | 1986, 1987, 1992, 1994                         |
| Sebastian Vettel      | 4     | 2010, 2011, 2012, 2013                         |
| Mark Webber           | 4     | 2010, 2011, 2012, 2013                         |
| Jim Clark             | 3     | 1963, 1965, 1968                               |
| Graham Hill           | 3     | 1962, 1968, 1970                               |
| Carlos Reutemann      | 3     | 1977, 1980, 1981                               |
| Damon Hill            | 3     | 1993, 1994, 1996                               |
| Nico Rosberg          | 3     | 2014, 2015, 2016                               |
| Stirling Moss         | 2     | 1958, 1959                                     |
| Bruce McLaren         | 2     | 1959, 1960                                     |
| Jackie Stewart        | 2     | 1969, 1971                                     |
| Denny Hulme           | 2     | 1967, 1974                                     |
| Clay Regazzoni        | 2     | 1975, 1976                                     |
| Ronnie Peterson       | 2     | 1973, 1978                                     |
| Alan Jones            | 2     | 1980, 1981                                     |
| Mario Andretti        | 2     | 1978, 1982                                     |
| Gilles Villeneuve     | 2     | 1979, 1982                                     |
| Patrick Tambay        | 2     | 1982, 1983                                     |
| Nelson Piquet         | 2     | 1986, 1987                                     |
| Gerhard Berger        | 2     | 1990, 1991                                     |
| Ricardo Patrese       | 2     | 1987, 1992                                     |
| Jacques Villeneuve    | 2     | 1996, 1997                                     |
| David Coulthard       | 2     | 1994, 1998                                     |
| Fernando Alonso       | 2     | 2005, 2006                                     |
| Giancarlo Fisichella  | 2     | 2005, 2006                                     |
| Kimi Räikkönen        | 2     | 2007, 2008                                     |
| Felipe Massa          | 2     | 2007, 2008                                     |
| Max Verstappen        | 2     | 2022, 2023                                     |
| Sergio Pérez          | 2     | 2022, 2023                                     |
| Tony Brooks           | 1     | 1958                                           |
| Phil Hill             | 1     | 1961                                           |
| Wolfgang Von Trips    | 1     | 1961                                           |
| John Surtees          | 1     | 1964                                           |
| Lorenzo Bandini       | 1     | 1964                                           |
| Jo Siffert            | 1     | 1968                                           |
| Jackie Oliver         | 1     | 1968                                           |
| Jean-Pierre Beltoise  | 1     | 1969                                           |
| Jochen Rindt          | 1     | 1970                                           |
| John Miles            | 1     | 1970                                           |
| François Cevert       | 1     | 1971                                           |
| Mike Hailwood         | 1     | 1974                                           |
| Jochen Mass           | 1     | 1974                                           |
| David Hobbs           | 1     | 1974                                           |
| Jody Scheckter        | 1     | 1979                                           |
| Didier Pironi         | 1     | 1982                                           |
| René Arnoux           | 1     | 1983                                           |
| John Watson           | 1     | 1985                                           |
| Johnny Herbert        | 1     | 1995                                           |
| Heinz-Harald Frentzen | 1     | 1997                                           |
| Mika Häkkinen         | 1     | 1998                                           |
| Eddie Irvine          | 1     | 1999                                           |
| Mika Salo             | 1     | 1999                                           |
| Jenson Button         | 1     | 2009                                           |
| George Russell        | 1     | 2020                                           |
| Lando Norris          | 1     | 2024                                           |
| Oscar Piastri         | 1     | 2024                                           |

- Pilotos em negrito ainda estão competindo no campeonato mundial.

## Por peças

### Os motores campeões do campeonato de construtores
| Motor         | Total | Temporadas                                                                                     |
| ------------- | ----- | ---------------------------------------------------------------------------------------------- |
| Ferrari       | 16    | 1961, 1964, 1975, 1976, 1977, 1979, 1982, 1983, 1999, 2000, 2001, 2002, 2003, 2004, 2007, 2008 |
| Renault       | 12    | 1992, 1993, 1994, 1995, 1996, 1997, 2005, 2006, 2010, 2011, 2012, 2013                         |
| Mercedes      | 11    | 1998, 2009, 2014, 2015, 2016, 2017, 2018, 2019, 2020, 2021, 2024                               |
| Ford-Cosworth | 10    | 1968, 1969, 1970, 1971, 1972, 1973, 1974, 1978, 1980, 1981                                     |
| Honda         | 6     | 1986, 1987, 1988, 1989, 1990, 1991                                                             |
| Climax        | 4     | 1959, 1960, 1963, 1965                                                                         |
| Repco         | 2     | 1966, 1967                                                                                     |
| TAG           | 2     | 1984, 1985                                                                                     |
| Vanwall       | 1     | 1958                                                                                           |
| BRM           | 1     | 1962                                                                                           |
| RBPT          | 1     | 2022                                                                                           |
| Honda RBPT    | 1     | 2023                                                                                           |

- Construtores em negrito ainda estão competindo no campeonato mundial.
- Os motores Repco de 1966 foram baseadas em blocos de motores Oldsmobile dos Estados Unidos.
- Os motores TAG foram projetados e construídos pela empresa alemã Porsche.
- Durante dez temporadas, a Ford financiava os motores Cosworth DFV.
- Houve 6 motores britânicos campeões mundiais de construtores: Climax (4), Vanwall (1) e BRM (1)
- Houve 2 motores austríacos campeões mundiais de construtores: RBPT (1) e Honda RBPT (1)
- Os motores RBPT foram projetados e construídos pela empresa japonesa Honda.

### As fabricantes de pneus campeãs do campeonato de construtores
| Fabricante | Fabricante  | Total | Temporadas |
| ---------- | ----------- | ----- | --- |
| G          | Goodyear    | 26    | 1966, 1967, 1971, 1973, 1974, 1975, 1976, 1977, 1978, 1980, 1981, 1982, 1983, 1985, 1986, 1987, 1988, 1989, 1990, 1991, 1992, 1993, 1994, 1995, 1996, 1997 |
| P          | Pirelli     | 14    | 2011, 2012, 2013, 2014, 2015, 2016, 2017, 2018, 2019, 2020, 2021, 2022, 2023, 2024                                                                         |
| B          | Bridgestone | 11    | 1998, 1999, 2000, 2001, 2002, 2003, 2004, 2007, 2008, 2009, 2010                                                                                           |
| D          | Dunlop      | 9     | 1958, 1959, 1960, 1961, 1962, 1963, 1964, 1965, 1969 |
| M          | Michelin    | 4     | 1979, 1984, 2005, 2006 |
| F          | Firestone   | 3     | 1968, 1970, 1972 |

- Os fabricantes de pneus em negrito ainda estão competindo no campeonato mundial.
- Houve 29 pneus americanos campeões mundiais de piloto: Goodyear (26) e Firestone (3)

## Recordes

### Pilotos que contribuíram sozinhos para o campeonato de construtores
| Total | Pilotos            | Temporadas |
| ----- | ------------------ | ---------- |
| 2     | Jim Clark          | 1963, 1965 |
| 1     | Graham Hill        | 1962       |
| 1     | Jack Brabham       | 1966       |
| 1     | Emerson Fittipaldi | 1972       |